# Compasso di proporzione di Galileo

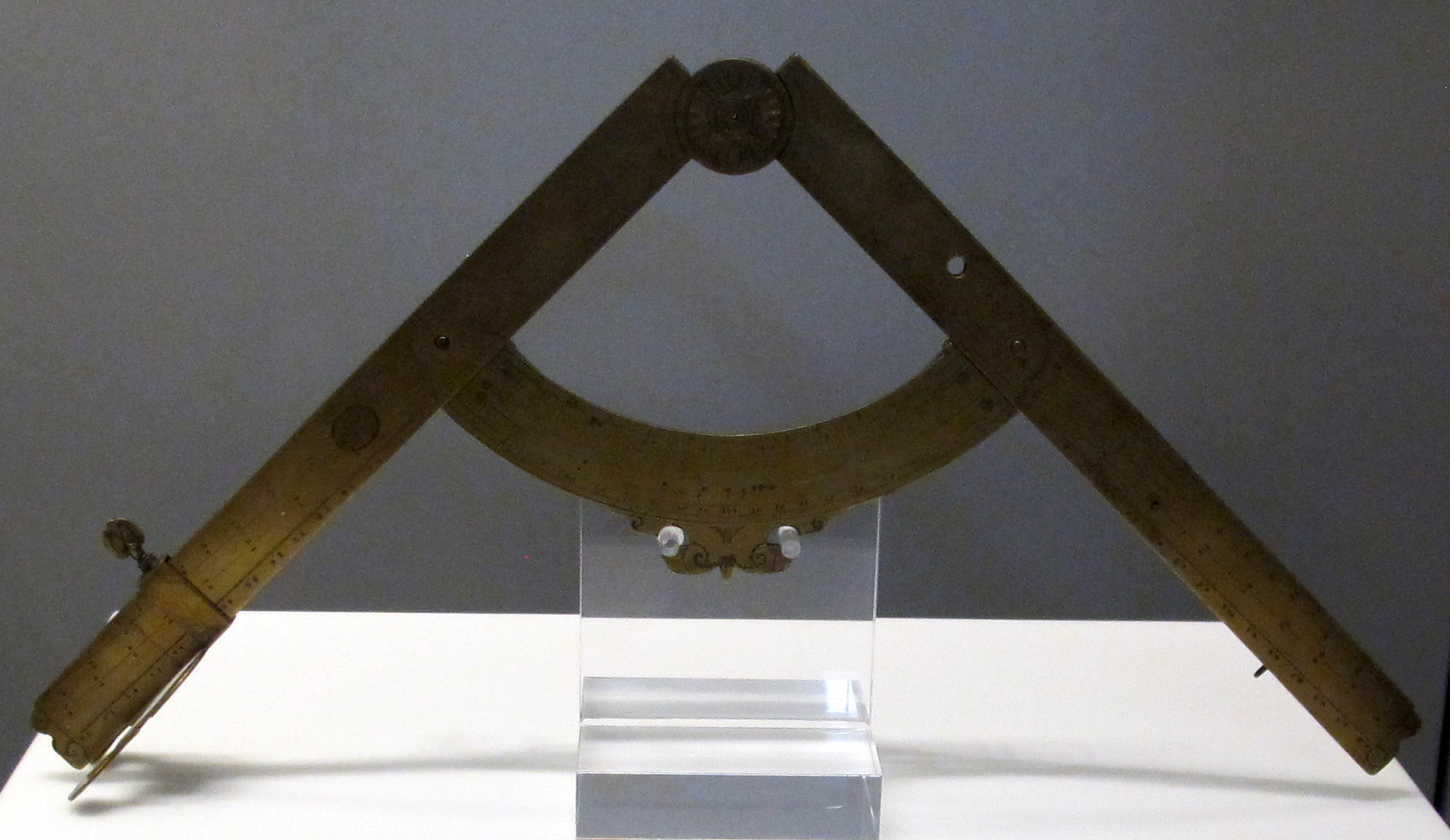
Il compasso di proporzione di Galileo al Museo Galileo di Firenze.

Il compasso di proporzione di Galileo è un compasso di proporzione ideato da Galileo Galilei e conservato al Museo Galileo di Firenze.
Uno dei numerosi compassi costruiti da Galileo a partire dal 1597. Potrebbe trattarsi dell'esemplare donato da Galileo a Cosimo II de' Medici assieme alla stampa de Le operazioni del compasso geometrico et militare, pubblicate a Padova nel 1606. Il compasso galileiano, che non va confuso con il compasso da disegno, è un sofisticato e versatile strumento di calcolo adatto ad eseguire numerose operazioni geometriche e aritmetiche sfruttando la proporzionalità tra i lati omologhi di due triangoli simili. 
Esso è composto di tre parti: i due bracci, imperniati in un disco rotondo, detto nocella, sulle cui facce recta e versa sono incise numerose scale; il quadrante, graduato con diverse scale, che viene fissato, tramite viti dette galletti, ai fori praticati nei bracci del compasso; la zanca, un cursore che viene infilato in uno dei bracci del compasso e che permette sia di tenere lo strumento verticale, sia di allungare il braccio nel quale è infilato.
La priorità dell'invenzione dello strumento da parte di Galileo fu contestata dal milanese Baldassarre Capra, che se ne proclamò primo scopritore in un'opera pubblicata a Padova nel 1607. Galileo replicò efficacemente alle pretese del Capra con una perentoria Difesa.
Il compasso, inizialmente conservato presso la Galleria degli Uffizi, fu sistemato a metà Ottocento nella Tribuna di Galileo, progettata da Giuseppe Martelli.